# Tom Emmer
Thomas Earl Emmer , Jr., detto Tom (South Bend, 3 marzo 1961), è un politico statunitense, membro della Camera dei rappresentanti per lo stato del Minnesota dal 2015 e Whip della Maggioranza alla Camera dei Rappresentanti dal 2023. Emmer è membro del Partito Repubblicano.

## Biografia
Dopo aver studiato scienze politiche alla University of Alaska Fairbanks, Emmer si laureò in legge e divenne avvocato. Entrato in politica con il Partito Repubblicano, dal 1995 al 2002 fu membro del consiglio comunale di Independence e subito dopo ricoprì lo stesso incarico nella cittadina di Delano. Nel 2004 venne eletto all'interno della legislatura statale del Minnesota, dove portò a termine complessivamente tre mandati.
Nel 2010 si candidò alla carica di governatore del Minnesota e riuscì a vincere le primarie; nelle elezioni generali però venne sconfitto dall'avversario democratico Mark Dayton. Nel 2014 si candidò alla Camera dei rappresentanti per il seggio lasciato dalla compagna di partito Michele Bachmann e venne eletto deputato. Ideologicamente Emmer si configura come un repubblicano molto conservatore.